# خلي بالك من زوزو (فلم)
خلي بالك من زوزو فيلم مصري أُصدر عام 1972 من تأليف صلاح جاهين وإخراج حسن الإمام ومن بطولة سعاد حسني وحسين فهمي وتحية كاريوكا وسمير غانم. الفيلم حقق رقمًا قياسيًا في الإيرادات حيث ان مدة عرضه داخل دور السينما في مصر استمرت لمدة عام كامل. الفيلم ضمن قائمة أفضل مئة فيلم في تاريخ السينما المصرية.

## القصة
زينب أو كما يلقبها الجميع زوزو، ابنة الراقصة نعيمة ألماظية، فتاة تنتقل بعالمها من شارع محمد على وراقصاته إلى الجامعة، تطمح إلى التعليم وترك هذه المهنة لكنها ترتبط بقصة حب مع شاب من الطبقة الغنية، وتعيش صراعًا نفسيًا بين زينب الطالبة الجامعية والحبيبة وبين زوزو ابنة شارع محمد علي.

## بطولة
- سعاد حسني في دور زوزو
- حسين فهمي في دور سعيد كامل
- تحية كاريوكا في دور نعيمة ألماظية
- سمير غانم في دور سليمان الأنكش
- نبيلة السيد في دور بيسة
- شفيق جلال في دور شلبي
- شاهيناز طه في دور نازك
- محيي إسماعيل في دور عمران
- عباس فارس في دور كامل والد سعيد
- زوزو شكيب في دور والدة نازك
- وحيد سيف في دور شرابي
- منى قطان في دور سلوى نجيب
- علي جوهر

## روابط خارجية
- مقالات تستعمل روابط فنية بلا صلة مع ويكي بيانات